# Psocoptera
- Commons
- Wikispecies

Psocoptera é uma ordem de insetos que se alimentam de materiais orgânicos como a cola utilizada para encadernar livros, sendo conhecidos em inglês como "piolhos-de-livro" devido à frequência com que são encontrados entre papel velho e materiais semelhantes. Eles apareceram pela primeira vez no período Permiano, há 295 a 248 milhões de anos. São muitas vezes considerados como o mais primitivo dos paraneopteras. Seu nome origina-se do grego ψωκος, psokos significando "rompido" ou "raspado" e πτερα, ptera que significa "asas". Existem mais de 5.500 espécies em 41 famílias e três subordens. Muitas destas espécies só foram descritas nos últimos anos.
Na década de 2000, a evidência morfológica e molecular mostrou que os parasitas (Phthiraptera) evoluíram a partir da subordem psocopterana Troctomorpha. Na sistemática moderna, a Psocoptera e a Phthiraptera são tratadas juntamente na ordem Psocodea.

## Anatomia e biologia
Psocídeos são pequenos com um corpo plano relativamente generalizado. Eles se alimentam principalmente de fungos, algas, líquens e detritos orgânicos. Eles têm mandíbulas e o lóbulo central da maxila é modificado para uma haste delgada. Esta vara é usada para sustentar o inseto enquanto raspa detritos com suas mandíbulas. Eles também têm uma testa inchada, grandes olhos compostos e três ocelos. Algumas espécies podem acumular seda a partir das glândulas em sua boca.